# Aufhellungspräparat

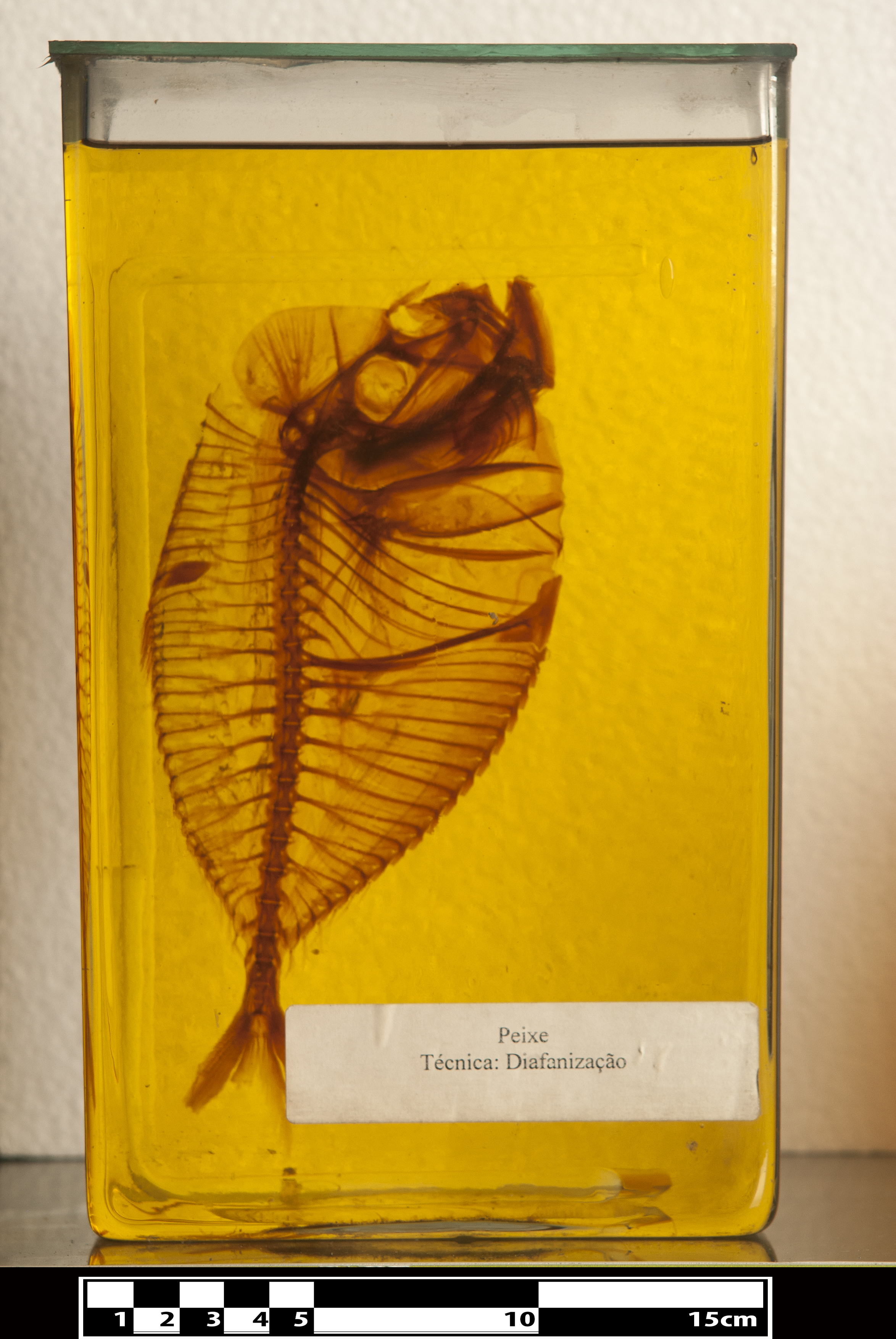
Nach der Spalteholz-Methode präparierter Knochenfisch

Aufhellungpräparate sind transparente makroskopische Präparate, in denen man selektiv gefärbte Gewebe oder Hohlraumsysteme studieren kann.

## Verfahren
Bei Präparaten, bei denen keine Demonstration der Knochen gewünscht ist, werden diese zunächst durch Entkalkung aufgelöst. Die namengebende „Aufhellung“ ist nichts anderes als eine einfache Bleichung der Präparate mit Wasserstoffperoxid. Der Effekt der Transparenz beruht auf der Angleichung des Brechungsindex der Aufbewahrungslösung mit dem des Präparates. Wenn die Brechungsindizes sich annähern, bricht sich das Licht im Präparat (an den Grenzen von festem Gewebe und der Lösung) immer weniger, die Farbe des Präparates wechselt von opakem Weiß über Transluzent immer mehr ins vollkommen Transparente. Das Verfahren wird auch Spalteholzmethode, so behandelte Präparate auch Spalteholzpräparate genannt, nach Werner Spalteholz (1861–1940), Prosektor am Leipziger Anatomischen Institut.
Die vorhergehende Differenzierung einzelner Gewebe geschieht durch Färbung (Knochenkerne, Knorpel, Nerven…) oder dadurch, dass man nicht entkalkt (Knochen). Durch Injektion stellt man Hohlsysteme dar (Blutgefäße, Gallengänge). 
Die Aufbewahrungslösung kann heute auch durch polymerisierbare Kunststoffharze ersetzt werden, wenn die Harze einen entsprechenden Brechungsindex aufweisen, was z. B. bei einzelnen Epoxid- und Polyesterharzen der Fall ist. Solche Einbettungspräparate sind sehr viel robuster als Präparate in empfindlichen Gläsern.